# 美蕾
美蕾（みらい）は、株式会社まどかのアダルトゲームブランドである。女性向けのゲームを製作している。

## 作品
2003年から女性向けゲームの発売を始め、2022年8月現在、FANZAにてダウンロード販売が行われている。
- 星の王女
  - 星空散歩
- 星の王女2
  - 星の誕生日
- 星の王女3 〜天・地・人の創世記〜
  - 星の約束
  - 星月夜
- 星の王女 光のつばさ
  - 星の王女 光のつばさ -恋のパティシエ-
- 夢をもう一度
  - 夢をもう一度 幸福の風
- 星の王女 〜宇宙意識に目覚めた義経〜
- 仁義なき乙女
  - 仁義なき乙女 恋恋三昧
- すみれの蕾
- ツンデレ★S乙女 -sweet sweet sweet-
- PersonA〜オペラ座の怪人〜